# UK Space Agency
UK Space Agency är sedan den 23 mars 2010 Storbritanniens myndighet ansvarig för rymdfart. Myndighetens huvudkontor ligger i Swindon.